# Enrique Báez
Enrique Báez, vollständiger Name Enrique Raúl Báez, (* 19. Januar 1966 in Santa Lucía) ist ein ehemaliger uruguayischer Fußballspieler.

## Karriere

### Vereine
Der 1,83 Meter große Offensivakteur „China“ Báez ist der Vater des Fußballspielers Jaime Báez. Er gehörte zu Beginn seiner Karriere von 1984 bis Mitte 1988 der Mannschaft der Montevideo Wanderers an. In den Spielzeiten 1988/89 und 1989/1990 war Austria Wien sein Arbeitgeber. Für die Österreicher bestritt er 28 Ligapartien und schoss fünf Tore. Die Wiener gewannen in der Saison 1989/90 den ÖFB-Cup. Anschließend wechselte er im Juli 1990 zu Nacional Montevideo. Das Engagement bei den Hauptstädtern währte bis Ende 1991. In den Jahren 1992 und 1993 war er für den argentinischen Verein Club Atlético Talleres aktiv. Von 1994 bis Ende 1995 folgte eine Karrierestation beim Colón FC.

#### Nationalmannschaft
Báez nahm mit der uruguayischen U-20-Auswahl an der U-20-Südamerikameisterschaft 1985 in Paraguay teil. Das uruguayische Team belegte dort den vierten Rang. Im Verlaufe des Turniers wurde er von Trainer Aníbal Gutiérrez Ponce viermal (ein Tor) eingesetzt. Er debütierte am 2. Februar 1986 in der uruguayischen A-Nationalmannschaft. Sodann gehörte Báez dem Aufgebot bei der Copa América 1987 an, das den Kontinentalmeistertitel gewann. Insgesamt absolvierte er sieben Länderspiele, bei denen ihm ein persönlicher Torerfolg gelang. Sein letzter Länderspieleinsatz in der „Celeste“ datiert vom 9. November 1988.

#### Erfolge
- Copa América: 1987
- ÖFB-Cup: 1989/90